# IC 2492
IC 2492 — галактика типу Sab (компактна витягнута галактика) у сузір'ї Насос.
Цей об'єкт міститься в оригінальній редакції індексного каталогу.